# Randy Arozarena
Randy Arozarena González (Arroyos de Mantua, 28 febbraio 1995) è un giocatore di baseball cubano naturalizzato messicano, esterno per i Tampa Bay Rays della Major League Baseball.

## Biografia
Fuggì dalla natia Cuba nel 2015, quando raggiunse il territorio messicano nascondendosi dalla polizia dopo un pericoloso viaggio a bordo di una piccola imbarcazione che sbarcò a Isla Mujeres. Qualche anno più tardi, una volta impostosi come stella della MLB, richiese pubblicamente al capo di Stato Andrés Manuel López Obrador la cittadinanza messicana, la quale gli venne concessa nell'aprile 2022.
Suo fratello Raiko è un calciatore professionista.

## Carriera

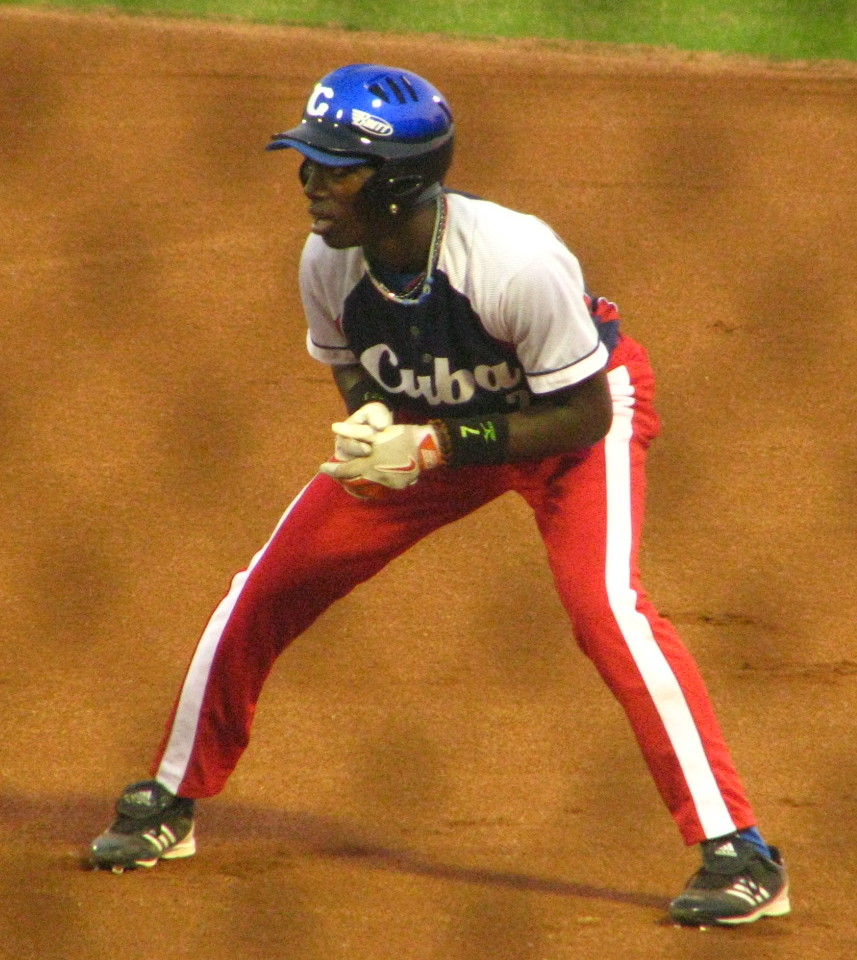
Arozarena con la nazionale cubana U-18 nel 2013

### Inizi e Minor League (MiLB)
Nato nella capitale cubana, Arozarena giocò le sue prime stagioni professionistiche con i Vegueros di Pinar del Río della Serie Nacional de Béisbol, il campionato cubano. Defezionò da Cuba nel 2015 e arrivò in Messico, anche per via del fatto che i regolamenti vigenti prevedevano che i giocatori cubani scappati dal loro paese dovessero stabilire la loro residenza in un paese terzo prima di essere autorizzati dal Governo statunitense a firmare da free agent con una franchigia della MLB. Nel 2016 giocò così con i Toros de Tijuana nella Mexican League e in inverno con i Mayos de Navojoa della Mexican Pacific League.
Nel luglio 2016, Arozarena firmò un contratto da free agent del valore di 1,25 milioni con i St. Louis Cardinals. Iniziò a giocare nelle minors statunitensi nel 2017, nella classe A-avanzata e nella Doppia-A. In inverno tornò in Messico per militare nuovamente nei Mayos de Navojoa della Mexican Pacific League. Cominciò la stagione 2018 nella Tripla-A, categoria in cui giocò gran parte delle partite della stagione (scese in campo anche in alcune partite nella Doppia-A) e con cui ottenne la vittoria del campionato. A luglio del 2018, venne convocato per partecipare all'All-Star Futures Game. Al termine della stagione tornò in Messico per disputare il suo terzo campionato invernale consecutivo con i Mayos de Navojoa.
Nel 2019, Arozarena iniziò la stagione nella lista degli infortunati a causa della frattura della mano destra, subita dopo essere stato colpito da un lancio durante una partita degli allenamenti primaverili. Tornò in maggio nella Doppia-A e a giugno nella Tripla-A.

### Major League (MLB)
Debuttò nella MLB il 14 agosto 2019, al Kauffman Stadium di Kansas City contro i Kansas City Royals. Schierato come esterno centro titolare, Arozarena colpì la sua prima valida, nel suo secondo turno di battuta assoluto, con basi cariche, realizzando anche il primo punto battuto a casa. Nella stessa partita, al suo terzo turno di battuta colpì la sua seconda valida di carriera. Il 25 settembre contro i Diamondbacks, batté il suo primo fuoricampo, nel suo secondo turno di battuta affrontato. Concluse la stagione con 19 partite disputate nella MLB e 92 nella minor league, di cui 28 nella Doppia-A e 64 nella Tripla-A.
Al termine della stagione regolare, giocò per la prima volta nella post-stagione. In cinque partite disputate e quattro turni di battuta affrontati, subì tre strikeout e rubo la sua prima base.
Il 9 gennaio 2020, i Cardinals scambiarono Arozarena e José Martínez con i Tampa Bay Rays per i giocatori di minor league Matthew Liberatore ed Edgardo Rodriguez. Durante la stagione regolare 2020 della MLB, disputò 23 dei 60 incontri in un calendario accorciato dalla pandemia di COVID-19. Nella post-stagione venne nominato MVP dell'American League Championship Series che i suoi Rays vinsero contro gli Houston Astros, grazie anche al suo apporto di .321 come media battuta, quattro fuoricampo e sei RBI. Nelle World Series, la squadra perse invece contro i Los Angeles Dodgers.
Nel 2021, Arozarena ebbe una media battuta di .274, con 20 fuoricampo, 69 RBI e 20 basi rubate nell'arco di 141 partite. Considerato rookie per via del suo utilizzo relativamente basso negli incontri di regular season delle stagioni precedenti, al termine della MLB 2021 venne nominato rookie dell'anno dell'American League, premio che un giocatore dei Rays non vinceva dal 2013 quando venne assegnato a Wil Myers.
Durante la MLB 2022 viaggiò a una media battuta di .269, con 20 fuoricampo, 89 RBI e 32 basi rubate.

## Palmares
- Esordiente dell'anno dell'American League:

2021
- MVP dell'American League Championship Series: 1

2020